# Джоджо Кісс
Джоджо Кісс (англ. Jojo Kiss; нар. 24 листопада 1996, Центральна Флорида, США) — американська порноакторка.

## Життєпис
Має італійське та російське коріння, чотирьох сестер і брата. У 14 років втратила цноту з 18-річним хлопцем.
В порноіндустрію потрапила в травні 2015 року у віці 18 років. Її інтереси представляє лос-анджелеське агентство талантів OC Modeling. Перші зйомки пройшли на порностудії Reality Kings в Маямі. Також підробляла в секс-шопі. У 2016 році у фільмі First Anal 2 студії Tushy вперше знялася в сцені анального сексу. У тому ж році вперше знялася в сцені міжрасового сексу у фільмі Black &amp; White 6 студії Blacked.
Найчастіше знімається для таких порностудій і сайтів, як Airerose Entertainment, Brazzers, Devil's Film, Evil Angel, Fantasy Massage, Girlfriends Films, Hustler Video, Jules Jordan Video, Naughty America, Reality Kings, Twistys.com.
У 2018 році з'явилася у спільній фотосесії з Джеймі Ленгфорд на сторінках лютневого випуску журналу Hustler.
За даними на січень 2019 року, знялася в понад 190 порнофільмах.

## Нагороди та номінації
| Рік  | Нагорода                   | Результат | Категорія | Фільм                                         |
| ---- | -------------------------- | --------- | --- | --------------------------------------------- |
| 2017 | AVN Award                  | Номінація | Краща нова старлетка | Н/Д                                           |
| 2017 | AVN Award                  | Перемога  | Краща сцена групового сексу (разом з Голді Раш, Катріною Нефріт, Кейсі Калверт, Кейшею Грей, Лексінгтоном Стілом, Принцом Ієшуа і Ріко Стронгом) | Orgy Masters 8                                |
| 2017 | AVN Award                  | Номінація | Fan Award: Hottest Newcomer | Н/Д                                           |
| 2017 | Spank Bank Award           | Номінація | Best Legs | Н/Д                                           |
| 2017 | Spank Bank Award           | Номінація | Best Swallower | Н/Д                                           |
| 2017 | Spank Bank Award           | Номінація | Gloryhole Guru of the Year | Н/Д                                           |
| 2017 | Spank Bank Award           | Номінація | Newcummer of the Year | Н/Д                                           |
| 2017 | Spank Bank Award           | Номінація | The Girl Next Door... Only Better | Н/Д                                           |
| 2017 | Spank Bank Technical Award | Перемога  | Most Compassionate Cutie | Н/Д                                           |
| 2018 | Spank Bank Award           | Номінація | Best «O» Face | Н/Д                                           |
| 2018 | Spank Bank Award           | Номінація | Fucking Nerd of the Year | Н/Д                                           |
| 2018 | Spank Bank Award           | Номінація | Most Underrated Slut | Н/Д                                           |
| 2018 | Spank Bank Award           | Номінація | The Girl Next Door... Only Better | Н/Д                                           |
| 2018 | Spank Bank Award           | Номінація | Tightest Vag | Н/Д                                           |
| 2018 | Spank Bank Technical Award | Перемога  | World's Hottest Fisherman | Н/Д                                           |
| 2019 | AVN Award                  | Номінація | Краща актриса другого плану | Flawless                                      |
| 2019 | AVN Award                  | Номінація | Краща сцена триолизма (Д/Д/П) (разом з Ар'єю Фей і Джессі Джонс)                                                                                 | JoJo Kiss and Arya Fae Hot Threeway Scam Fuck |
| 2019 | Spank Bank Award           | Номінація | Best Supporting Mattress Actress | Н/Д                                           |
| 2019 | Spank Bank Award           | Номінація | Fucking Nerd of the Year | Н/Д                                           |
| 2019 | Spank Bank Award           | Номінація | Miss Congeniality | Н/Д                                           |
| 2019 | Spank Bank Award           | Номінація | The Girl Next Door?. Only Dirtier | Н/Д                                           |
| 2019 | Spank Bank Award           | Номінація | Threesome Savant of the Year | Н/Д                                           |

## Вибрана фільмографія
- 2015 — OMG! I Fucked My Daughter's BFF! 11
- 2015 — Somebody's Daughter 3
- 2016 — Anal Newbies 5
- 2016 — Creepers and Peepers 2
- 2016 — Girls Night Out
- 2016 — Physical Therapy
- 2016 — Slut Squad
- 2016 — Slutty Times At Innocent High 11
- 2017 — Anally Corrupted Teens[19]
- 2017 — Deep Anal Action 3
- 2017 — don't Get Mad... I Fucked Your Dad! 4
- 2017 — Filthy Rich Lesbians
- 2017 — Private Cleaning
- 2017 — Teen Wet Asses 2[20]
- 2018 — Flawless
- 2018 — O' Brother Grow Up